# Phaonia bambusella
Phaonia bambusella är en tvåvingeart som beskrevs av Zinovjev 1992. Phaonia bambusella ingår i släktet Phaonia och familjen husflugor. Inga underarter finns listade i Catalogue of Life.